# رتیل آذینی صورتی
رتیل آذینی صورتی (نام علمی: Poecilotheria rajaei) نام یک گونه از سرده عنکبوت‌های ببری است.